# Citroën Evasion
Citroën Evasion – samochód osobowy typu minivan klasy średniej produkowany przez francuską markę Citroën razem z Peugeotem, Fiatem i Lancią w latach 1994–2002.

## Historia i opis modelu

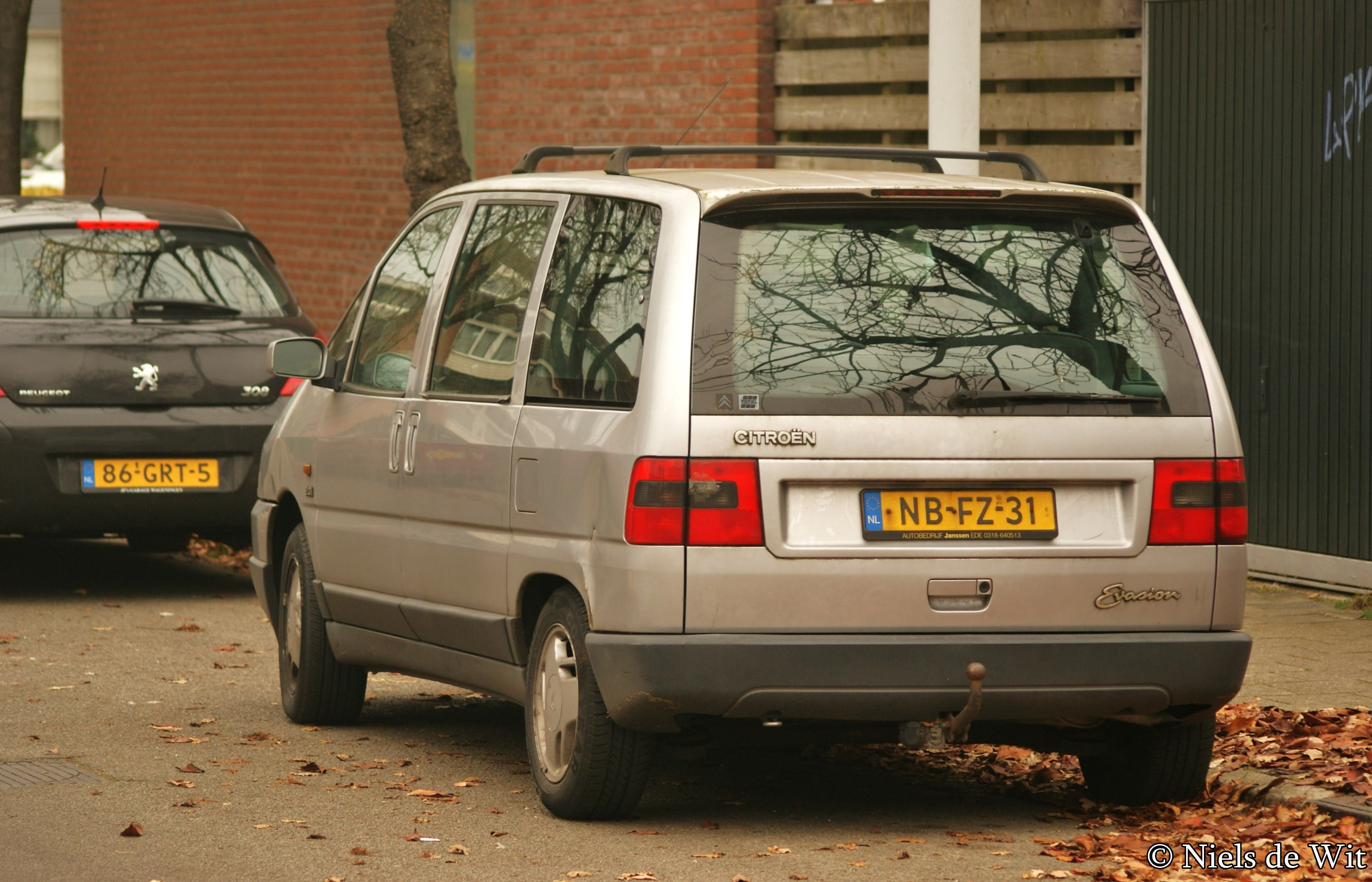
Citroën Evasion - tył

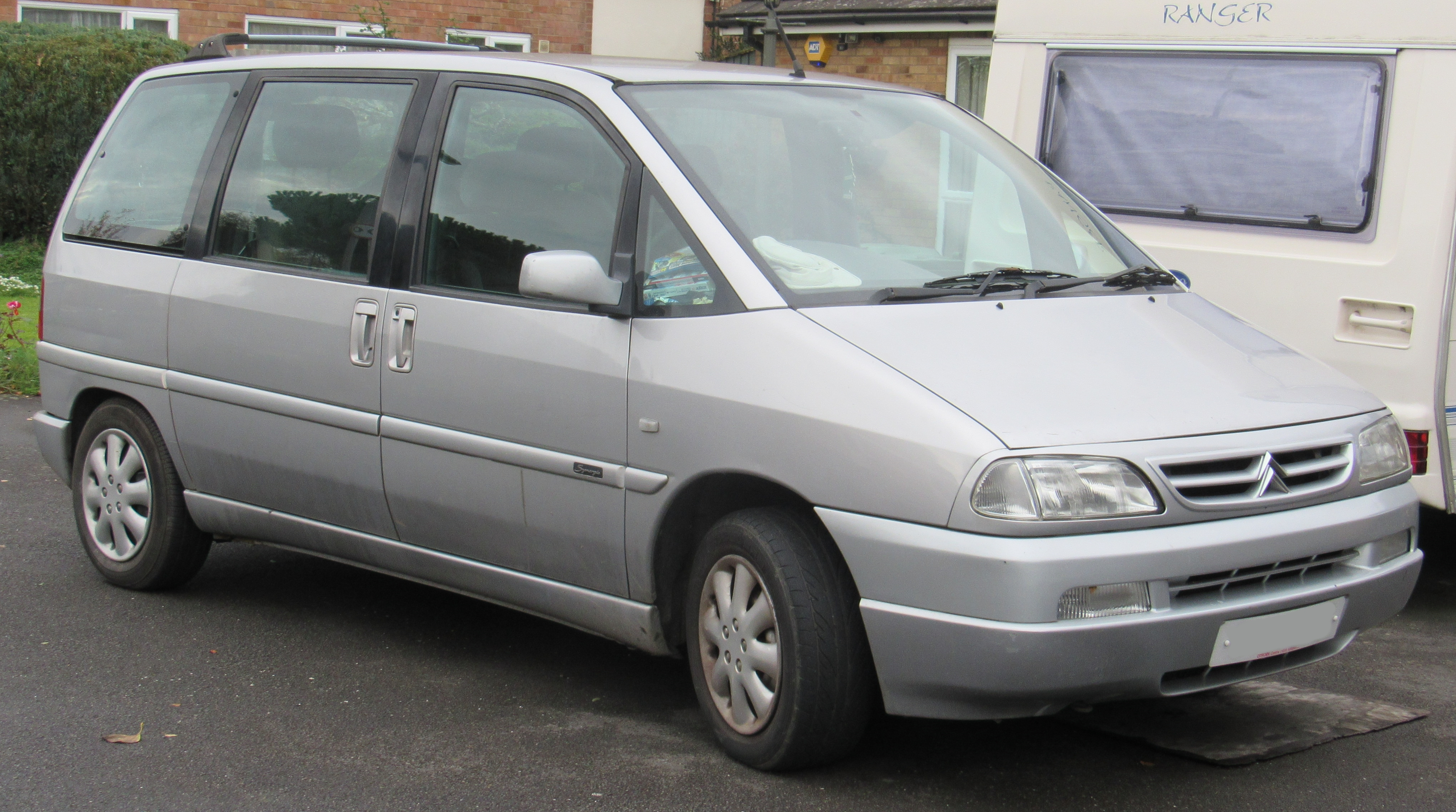
Citroën Evasion po liftingu

Koncern PSA rozpoczął produkcję Evasiona w 1994 roku i był to pierwszy van Citroëna, Peugeota i Fiata. W 1996 Evasion przeszedł małą modernizację nadwozia tzn: zmienione zostały reflektory, linia nadwozia i kierownica. W 1998 roku zamontowano poduszki powietrzne. Evasion był produkowany do 2002 roku. Jego następcą jest Citroën C8. Na niektórych rynkach był sprzedawany jako Citroën Synergie.